# Livre des origines français
Ne doit pas être confondu avec LOOF.
Le Livre des origines français (LOF) est un registre de référence répertoriant toutes les origines des chiens de race français. Il constitue un gage de garantie de pureté des géniteurs, soit l'absence de croisement. 

## Histoire
Le Livre des origines français (LOF) est fondé en 1885 par les fondateurs de la Société centrale canine(SCC),. Les fondateurs se sont préoccupés de la doter des deux outils de base que requièrent la mise en route et le contrôle régulier de toute politique de sélection animale dynamique et efficace, l'organisation d'expositions et un livre généalogique.
Le 11 mars 1885, la première inscription est un griffon français à poil laineux.
Soixante-douze ans après son ouverture, la qualité du LOF est reconnue par le ministère de l'Agriculture en 1957 par l'inscription au Registre des livres généalogiques. Cette inscription à valeur de reconnaissance et c'est ainsi que le LOF, bien qu'il appartienne à une association privée, est devenu le Livre Généalogique officiel français pour l'espèce canine. Ce registre esr reconnu d’utilité publique. Sa tenue confère donc à son propriétaire, la Société centrale canine, la reconnaissance d'utilité publique.
L'inscription des chiens est règlementée par l'article 5 du décret n°74-195 du 26 février 1974 relatif à la tenue du livre généalogique canine, elle peut s'effectuer selon l'une des quatre modalités suivantes, :
- au titre de la descendance quand il s'agit de chiot issu de parents eux-mêmes déjà inscrits définitivement, ils reçoivent alors un certificat de naissance qui témoigne de leur inscription provisoire, car ils ne seront inscrits définitivement qu'après avoir été reconnus aptes lors de l'examen de confirmation, l'inscription définitive est attestée par la délivrance du pedigree[5] ;
- à titre initial, quand le livre est ouvert, pour des chiens adultes dont on ne connaît pas les origines, mais qui, à l'occasion de l'examen de confirmation, ont été reconnus conformes au standard de leur race et capables de contribuer à son amélioration ;
- quand le livre est fermé : après trois générations successives enregistrées au livre d'attente, après confirmation et avis de l'association de race ;
- au titre de l'importation, quand il s'agit de chiens inscrits à un livre généalogique étranger reconnu par la SCC et reconnus aptes par un expert de la SCC chargé de la confirmation.

## Caractéristiques
Le LOF est un registre dans lequel sont inscrits les chiens de race. Le but est d'aider la sélection et d'éviter certains défauts morphologiques ou comportementales,. Celui-si permet de connaître les origines d'un animal, de retrouver ses ascendants ou ses descendants. Il autorise le suivi des différentes lignées répertoriées et leur comparaison grâce à l'enregistrement systématique des récompenses officielles obtenues par chaque animal (que ce soit en exposition pour sa conformité au standard de la race ou en utilisation pour ses qualités de travail). Le LOF permet donc de détecter les meilleures lignées et les meilleurs reproducteurs.
À son ouverture, le LOF est un registre au sens littéral du terme, un cahier où l'on inscrit des informations requises. Un tel support était largement suffisant pour recevoir l'inscription des 200 chiens qui ont été déclarés à la SCC durant la première année de fonctionnement du LOF. Il est informatisé depuis, notamment en raison du volume d'inscription. En effet, ce sont près de 200 000 inscriptions qui y sont enregistrées chaque année.
Seuls les chiens inscrits au LOF ont droit à l'appellation « chien de race », celle-ci justifie un prix généralement plus élevé qu'un chien croisé, bâtard ou de type.
Une filiation connue ne suffit pas pour être dans le LOF. Il faut aussi que :
- les chiens reproducteurs soient « confirmés » (certification des critères de la race et droit à la reproduction LOF) (art. D214-10 du code rural et de la pêche maritime) ;
- la saillie soit déclarée ;
- le nombre de chiots soit déclaré, et que toute la portée soit inscrite par l'éleveur auprès de la Société centrale canine ;
- dès lors qu'il a atteint l'âge minimum autorisé (10, 12 ou 15 mois, selon les races), le chien soit confirmé lors d’un examen, par un expert-confirmateur ou un juge de la race. Ces examens se déroulent lors de séances de confirmation ou dans le cadre des expositions canines qui se déroulent régulièrement en France, mais ils nécessitent une inscription préalable.

L'inscription au LOF est nécessaire pour qu'un chien puisse légalement être qualifié « Pur race » (ou de race pure). S'il n'est pas inscrit au LOF, un chien est obligatoirement de « Type ... », d'« Apparence de race » ou d'« Apparence raciale », « Croisé », etc.
L'éleveur doit être en mesure de présenter le certificat de naissance ou le numéro de dossier d’inscription des chiots, le certificat d'identification et le carnet de santé ou le passeport lors de la vente d'un chiot LOF.

## Ouverture et fermeture du Livre Généalogique
La bonne direction technique d'une race impose de veiller à la préservation de sa diversité génétique afin de lui conserver de bonnes qualités d'élevage et de lui conférer la possibilité de s'adapter à une modification de ses objectifs de sélection.
Il est donc nécessaire que toute la population de chaque race soit inscrite au Livre Généalogique. Un effectif important permettra en effet d'assurer une hiérarchisation des reproducteurs et de les choisir utilement tout en maintenant l'indispensable polymorphisme de la race.

### Livre ouvert
Plus la population d'une race est faible, plus ses dirigeants devront veiller à ce que le nombre des reproducteurs en service soit important.
Pour cela, ils s'efforceront de faire inscrire au Livre Généalogique le maximum de sujets ayant les caractéristiques de la race et susceptibles de les transmettre à leurs descendants. On acceptera donc, outre l'inscription au titre de la descendance, l'inscription à titre initial de chiens non déclarés à leur naissance ou issus de parents inconnus.
Dans ce cas, le livre est dit « ouvert ».

### Livre fermé
Lorsque la population d'une race est très importante et lorsque la majorité des bons sujets de cette race est inscrite au Livre Généalogique, on peut décider (la variabilité génétique étant assurée d'être préservée) de ne plus accepter que l'inscription des animaux issus de parents eux-mêmes déjà inscrits au Livre. Cette décision exclut donc du circuit de la sélection organisée tous les animaux non-inscrits. On dit alors que le livre est « fermé ». En réalité, ce n'est pas le Livre Généalogique tout entier qui est fermé, mais la section du livre consacrée à cette race.
Le LOF est actuellement divisé en plus de 300 sections correspondant aux races pour lesquelles il reçoit des inscriptions.

### Le livre d'attente
La fermeture du Livre Généalogique est une décision qui peut être lourde de conséquences et notamment par ses répercussions sur l'indispensable maintien du polymorphisme génétique d'une race.
C'est pourquoi, dans la réalité, le livre n'est pas rigoureusement fermé. Il est en effet possible d'y inscrire des sujets issus d'un certain nombre de générations d'ascendants inscrits au livre d'attente. Pour l'espèce canine, l'article 5-3° du décret du 26 février 1974 a fixé à trois le nombre de générations d'ascendants devant être enregistrés au livre d'attente avant qu'un sujet puisse accéder au LOF.
Dans la pratique, un chien appartenant à l'une des races pour lesquelles le LOF est fermé, et dont les parents ne sont pas inscrits au LOF, devra être présenté à un expert-confirmateur dans les mêmes conditions que pour un examen de confirmation normal. Si l'expert le juge conforme au standard de sa race, et le reconnaît donc apte, ce chien sera inscrit sur le livre d'attente ; ses descendants, à la 2e et 3e génération seront inscrits également au livre d'attente selon la même procédure. En quatrième génération, le succès à l'examen de confirmation permettra à ses descendants d'être inscrits directement au LOF avec mention de leur généalogie.